# Liceo Isidora Ramos de Gajardo
El Liceo Bicentenario Isidora Ramos de Gajardo es uno de los dos planteles educativo científico-humanista que posee la comuna de Lebu, Región del Bío-Bío, Chile. También es el único Liceo Bicentenario en toda la provincia de Arauco.
Posee una matrícula de alrededor de mil estudiantes y entre sus exalumnos a lo largo de su historia cuenta con un expresidente de la República y un premio nacional de literatura.

## Historia
En 1875 se funda la Provincia de Arauco y de inmediato el Intendente de la época, Doña , de Arce , inició las gestiones para que el Consejo Superior de Instrucción solicitara al Supremo Gobierno la creación de un liceo para Lebu.
El año escolar de 1881 estaba por comenzar y no se tenía aún el liceo, exactamente el 12 de abril, el Gobierno dicta un decreto creando el establecimiento educacional, días más tarde un nuevo decreto nombra rector de este a don Eudocio González Rivas.
El rector debió sortear algunas dificultades antes que el liceo abriera sus puertas el 25 de mayo de 1881, como fue la falta de docentes, materiales de estudio, pizarras, bancos, sillas. En estas condiciones se inician las clases con 29 alumnos.

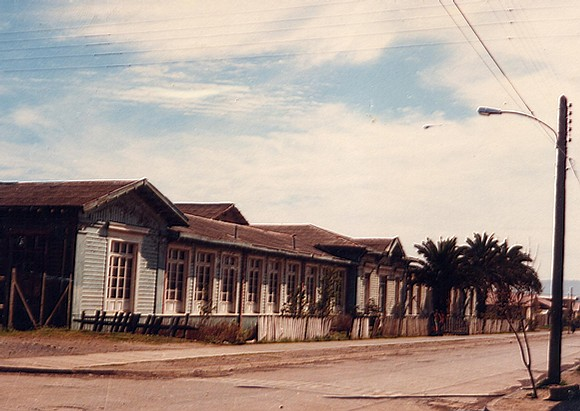
Edificio utilizado entre 1923 y 1982.

En la primera memoria sobre el liceo, el rector González afirmaba: 
"Al iniciar el año escolar no teníamos bancos, tampoco sillas, faltaban pizarras, no había mapas, pero nada de esto arredraba a mis compañeros de labores, preferían estar de pie durante las horas de clases, antes que retardar un día la apertura del colegio, el mismo entusiasmo que encontré en los profesores lo hallé también en la intendencia y en los padres de familia."

En 1905 recibe el nombre de "Liceo de Hombres de Lebu", en 1928 se fusiona con su similar de niñas "Dorotea Rivera de Saavedra" y ya en 1945 contaba con su himno y su propio club deportivo.
El 12 de mayo de 1945 el gobierno nombra rectora del plantel a doña Isidora Ramos Sandoval de Gajardo, la primera mujer, a nivel nacional, en ocupar este cargo en un liceo de hombres. La nueva rectora se caracterizaba por su baja estatura, pero también por estar adelantada a su época, ser ágil, activa, justa, humanitaria y determinante es todas sus decisiones. Durante su gestión se realizan distintas obras, entre ellas destacan la creación de comités cívicos de ahorro escolar, bienestar, implementar hasta el sexto año de humanidades, la designación de "liceo de primera clase" y la creación de los gobiernos estudiantiles y el Centro General de Padres en el establecimiento.
La rectora se acoge a retiro en 1951 y un año más tarde fallece.
El año 1955 comienza a funcionar el liceo nocturno y en 1965 se implementa la enseñanza básica, con lo que el establecimiento se instala como parte fundamental de la vida en la comuna. En 1969, bajo la gestión del rector Luis Castillo Ponce se logra la ansiada sede de la Prueba de Aptitud Académica.
En 1981 se inicia la construcción de un nuevo edificio para cobijar al Liceo de Lebu en calle Mackay N.º 544, en 1991 se construye un imponente gimnasio. En 1994 se cambia la antigua denominación de Liceo "B-52" por el nombre de su ex rectora, Isidora Ramos de Gajardo y se inserta al plantel en el proyecto "MECE-Media" que tiene como finalidad mejorar la calidad, equidad y eficiencia de las condiciones, procesos y resultados de la Educación Media, en el marco de la Reforma Educacional.
El año 1997, bajo la rectoría del Sr. Gerardo Quintana Ortiz, el establecimiento se adjudica el proyecto "Montegrande", transformándose en uno de los cincuenta y un mejores liceos municipales de Chile.
El año 2005 el liceo se instala en un moderno edificio de dos pisos ubicado en calle Luis Cruz Martínez N.º 93 y se deja de impartir enseñanza básica.
En 2008, el liceo ingresa a la Red de Escuelas Líderes, que reúne a escuelas en contextos vulnerables que innovan en sus prácticas pedagógicas. La iniciativa es impulsada por Fundación Minera Escondida, Fundación Educacional Arauco, El Mercurio y Fundación Chile.

## Proyecto Montegrande 1997 - 2002
Entre 1997 y 2002 el liceo se hace parte del proyecto "Montegrande"; iniciativa del Ministerio de educación orientada a impulsar experiencias innovadoras en la Educación Media, con la finalidad de mejorar la calidad y equidad de la educación, pretendiendo generar modelos creativos que puedan servir de orientación y/o réplica para otros Liceos del país. 
Solo 51 establecimientos fueron parte de esta iniciativa que entregó un aporte en dinero de 35 millones de dólares extras a sus colegios miembros y que tuvo como objetivo impulsar propuestas educactivas e institucionales innovadoras a largo alcance que, diseñadas por las propias comunidades escolares, se transformaron en experiencias y antecedentes válidos para la renovación y diversificación de la educación media chilena.

## Estudiantes

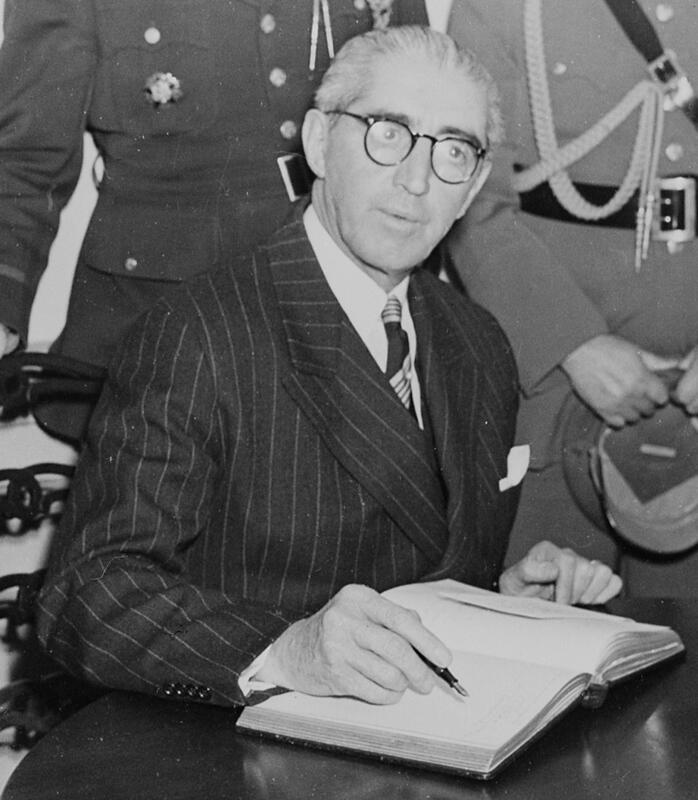
Presidente Juan Antonio Ríos, Exalumno.

Entre sus exalumnos más destacados se encuentran el expresidente de la República Juan Antonio Ríos Morales, Carlos Froeden, Ministro del Interior, los hermanos Baldomero y Samuel Lillo escritor y premio nacional de literatura respectivamente.
2003: Puntaje Regional en Matemáticas
A fines de 2003 María Solange Figueroa Díaz, alumna de cuarto medio, obtuvo 840 puntos en la Prueba de Selección Universitaria de matemáticas, lo que la posicionó como puntaje Regional. fue invitada a la ceremonia exclusiva que cada año organiza el Ministerio de Educación y la Universidad de Chile en Santiago para homenajear a los puntajes más altos en la PSU. En la actualidad cursa la carrera de medicina.
2005 - 2006: Movilizaciones Estudiantiles 

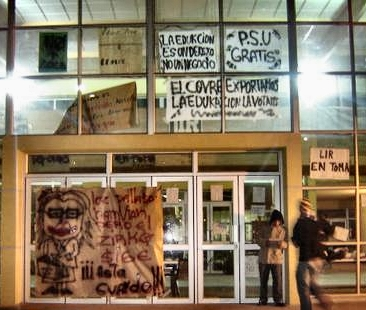
El liceo es tomado por sus estudiantes en junio de 2006.

El 29 de julio de 2005, los estudiantes del establecimiento realizan su primera manifestación de carácter masivo desde el retorno a la democracia. Liderados por Manuel Torres Reddersen, dirigente estudiantil de la época, marchan por las principales arterias de la comuna hasta llegar al municipio donde plantean su malestar por el estado de las obras del entonces nuevo edificio ubicado en calle Luis Cruz Martínez y exigen un mayor compromiso de la autoridad comunal en la finalización del proyecto.
Cabe destacar que esta movilización tuvo una gran cobertura de los medios de prensa de la zona, siendo portada, al día siguiente, del periódico "Renacer" de la Provincia de Arauco (ver imagen) (enlace roto disponible en Internet Archive; véase el historial, la primera versión y la última)..
El 11 de mayo de 2006, siguiendo el llamado realizado a nivel nacional, se realizó otra gran manifestación pacífica, esta vez, fusionados con los estudiantes del liceo técnico: “Rigoberto Iglesias” marcharon para exigir la derogación de la LOCE, mejores condiciones en la educación media y gratuidad en la PSU.
Un total de mil estudiantes marcharon custodiados por carabineros, hasta el departamento Provincial de Educación donde sus dirigentes se entrevistaron con el director de dicha repartición a quien le hicieron entrega de una carta.
En junio del mismo año, los estudiantes se toman el establecimiento y se mantienen por diez días con el control de este, haciéndose parte del histórico proceso nacional conocido como la "Revolución de los Pingüinos".
Premios y reconocimientos
El año 2011 el LIR es seleccionado como uno de los "Liceos Bicentenarios" ubicándose así como dentro de los mejores liceos municipalizados a nivel nacional,añadiendo así el nivel de séptimo básico.
En el 2011 gana una categoría del concurso "El Mercurio de los Estudiantes" este grupo a Cargo del profesor Julio Soto.

## Rectores del Liceo Isidora Ramos
| Rector (a)               | Período     |
| ------------------------ | ----------- |
| Eudocio González Rivas   | 1881 - 1883 |
| Félix Vargas Villalón    | 1884 - 1916 |
| Félix Vargas Guerra      | 1917 - 1925 |
| Manuel Sariego Nuñez     | 1925 - 1927 |
| Carlos Salazar Godoy     | 1928 - 1932 |
| Manuel Manríquez Durán   | 1933 - 1937 |
| Horacio Sánchez Núñez    | 1938 - 1945 |
| Isidora Ramos Sandoval   | 1945 - 1951 |
| Aurelio Huerta Pastene   | 1951 - 1953 |
| Rubén Martínez Medina    | 1954 - 1961 |
| Aníbal Raposo Morales    | 1962 - 1965 |
| Luis Castillo Ponce      | 1968 - 1972 |
| Selma Cabrera de Neira   | 1973 - 1981 |
| Jorge Elgueta Bahamondes | 1983 - 1984 |
| Gerardo Quintana         | 1988 - 2006 |
| Carlos Rebolledo Campos  | 2007 -2024  |